# Bartomeu Jaume Serra Cifre
Bartomeu Jaume Serra Cifre (Alcúdia, 25 de juliol de 1954) és un físic i professor universitari.
És fill de l'historiador i Fill Predilecte d'Alcúdia, Bartolomeu Serra Martí i germà de la historiadora Francisca Maria Serra Cifre.
És llicenciat en ciències físiques amb especialitat en electrònica per la Universitat de Navarra l'any 1976.
Es doctorà per la Universitat de les Illes Balears (UIB) el 1984 i és catedràtic de ciències de la computació i intel·ligència artificial.
Des de l'any 1979 és professor de la Universitat de les Illes Balears. Nomenat en 1985 director del Servei de Càlcul i Informatització de la UIB. Ha estat membre de la junta rectora de l'Institut Municipal d'Informàtica de l'Ajuntament de Palma.
Ha publicat diferents articles en diverses revistes especialitzades sobre les xarxes i les infraestructures de comunicació.
És membre del tribunal Qualificador de Tesis de la UIB. De vegades participa en ponències a la UIB.
Feu el pregó de la seva ciutat d'Alcúdia, durant les festes patronals de Sant Jaume 2007.
És casat i té un fill. Aficionat al senderisme, a la muntanya, a la lectura, a la música i al cinema.